# Thoracibidion pleurostictum
Thoracibidion pleurostictum là một loài bọ cánh cứng trong họ Cerambycidae.